# Zbigniew Jan Krygowski (malarz)
Zbigniew Jan Krygowski, ps. Drzazga (ur. 17 października 1904 w Błażowej, zm. 23 sierpnia 1992 w Rzeszowie) – polski malarz i rzeźbiarz, żołnierz AK.

## Biografia
Zbigniew Krygowski urodził się w Błażowej w powiecie rzeszowskim 17 października 1904 roku. Ojciec Kazimierz był rzeźbiarzem. W latach 1925–1927 Zbigniew Krygowski uczęszczał do Szkoły Sztuk Zdobniczych Przemysłu Drzewnego w Zakopanem, którą kierował Karol Stryjeński. W 1927 roku zamieszkał w Poznaniu, gdzie podjął pracę jako rzeźbiarz. W 1929 roku rozpoczął naukę w Instytucie Sztuk Pięknych. Jego profesorem był m.in. Adam Hannytkiewicz. W latach 1931–1933 przebywał w Paryżu, pobierając nauki u Józefa Pankiewicza. Zetknął się też z Olgą Boznańską. W 1933 roku wystawił dwa swoje płótna na wystawie w Salonie Niezależnych (obrazy Paysage de Pologne i Une rue à Cachan). W tym samym roku wrócił do Polski. Został przyjęty do Zawodowego Związku Artystów Plastyków. Pracował w warsztacie snycerskim w Błażowej.
Po wybuchu II wojny światowej w lipcu 1940 roku wstąpił od Armii Krajowej, przyjmując pseudonim „Drzazga”, m.in. tworzył drzeworyty do gazetki „Na Posterunku”. By utrzymać rodzinę rzeźbił elementy wystroju dla kościołów w Kraczkowej, Mazurach, Izdebkach i Błażowej.
Po wojnie przeprowadził się do Rzeszowa, gdzie był współzałożycielem Rzeszowskiego Związku Artystów Plastyków. Od 1946 roku zaczął pracować jako nauczyciel w Wolnym Studium Sztuk Plastycznych w Rzeszowie. W 1956 roku otrzymał nagrodę artystyczną Wojewódzkiej Rady Narodowej w Rzeszowie, w 1975 roku Srebrny Krzyż Zasługi, zaś w 1976 roku Złota Odznakę Zarządu Głównego ZPAP. Za działalność w AK w 1991 roku Zbigniew Krygowski otrzymał Nagrodę Wojewody Rzeszowskiego. Krygowski utrzymywał kontakty z polskimi kolorystami: Antonim Józefem Kamińskim, Marianem Strońskim, Jadwigą Dziędzielewicz, Zdzisławem Truskolaskim.
Malarz zmarł w Rzeszowie 23 sierpnia 1992 roku.

## Życie prywatne
Artysta był żonaty z Marią Bieniek, pobrali się 12 czerwca 1937 roku. Brat Zbigniewa Bogumił był geologiem, drugi brat Zdzisław malarzem i witrażystą. Wnukiem Zbigniewa Krygowskiego jest polityk Marek Pęk.

## Twórczość
W twórczości Krygowski najwięcej jest pejzaży, m.in. krajobrazy podgórskie. Był kolorystą. Widoczne są wpływy Cèzanne’a i Pankiewicza. Artysta malował też sceny rodzajowe oraz martwe natury.
Rzeźbione figury autorstwa Zbigniewa Krygowskiego znajdują się w ołtarzach w kościołach w Budach Głogowskich, Rudnej Wielkiej i Trzcianie. Elementy wyposażenia kościoła wyrzeźbione przez Krygowskiego znajdują się w świątyniach, m.in. w Wesołej, Izdebkach, Starej Wsi, Łubnem, Borku Nowym, Słocinie, Bóbrce, Lubatowej.